# Josip Primožic
Josip Primožič (Lubiana, 7 febbraio 1900 – Maribor, 18 agosto 1985) è stato un ginnasta jugoslavo.

## Palmarès

### Olimpiadi
- Argento a Amsterdam 1928 nelle parallele simmetriche.
- Bronzo a Amsterdam 1928 nel concorso a squadre.